# Serrasalmus manueli
Serrasalmus manueli és una espècie de peix de la família dels caràcids i de l'ordre dels caraciformes.

## Morfologia
- Els mascles poden assolir 36 cm de llargària total i 2.500 g de pes.[5]

## Hàbitat
Viu en zones de clima tropical.

## Distribució geogràfica
Es troba a Sud-amèrica, a les conques dels rius Amazones i Orinoco.